# Mansory
Mansory – przedsiębiorstwo tuningowe pochodzące z Brand w Niemczech założone w 1989 r. przez Kourosha Mansory. W przeszłości siedziba firmy znajdowała się w Monachium. Obecnie Mansory zajmuje się przerabianiem samochodów marki: Aston Martin, Audi, Bentley, BMW, Bugatti, Ferrari, Lamborghini, Land Rover, Lotus Cars, Maserati, McLaren, Mercedes-Benz, Porsche, Rolls-Royce oraz Tesla Motors. Ponadto w ofercie przedsiębiorstwa jest możliwość zamówienia skutera wodnego, wózka golfowego i motocykla.